# Mèo Pampas
Leopardus pajeros là một loài động vật có vú trong họ Mèo, bộ Ăn thịt. Đây là loài bản địa Nam Mỹ, được Desmarest mô tả năm 1816. Loài này được liệt kê là gần bị đe dọa trong Danh sách đỏ của IUCN vì chuyển đổi và hủy hoại môi trường sống có thể khiến số lượng suy giảm trong tương lai. Mèo được đặt tên Pampas trong tiếng Quechua nghĩa là đồng cỏ, nhưng chúng sống cả ở đồng cỏ, cây bụi và rừng khô ở độ cao lên tới 5.000 m.
Có đề xuất chia mèo Pampas thành ba loài riêng biệt, chủ yếu dựa trên sự khác biệt về màu sắc/hoa văn của lông và kích cỡ hộp sọ.

## Hình ảnh

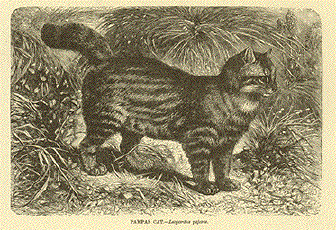
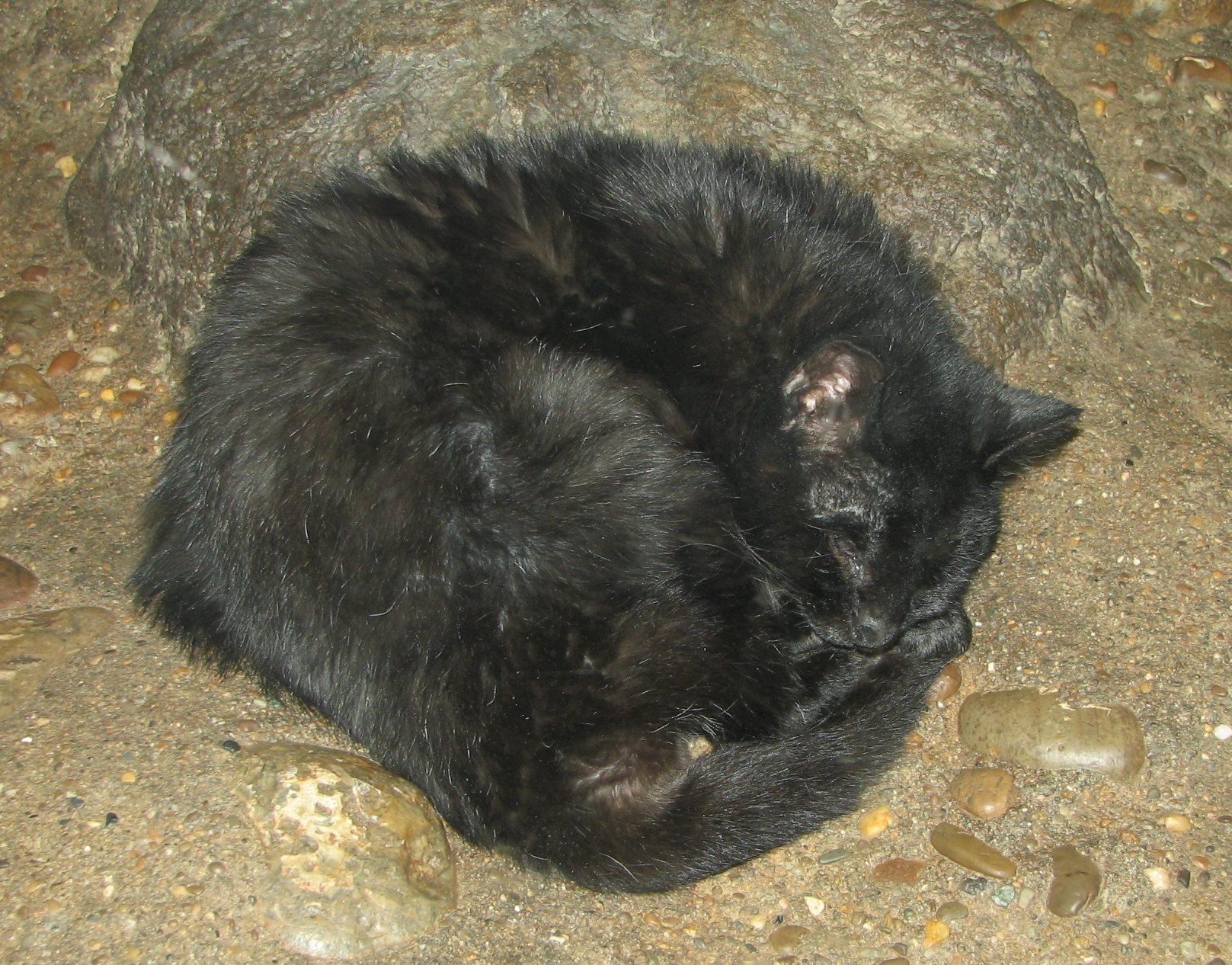